# Amtsgericht Stolberg (Harz)
Das Amtsgericht Stolberg (Harz) war ein Gericht der ordentlichen Gerichtsbarkeit in Stolberg (Harz).

## Geschichte
Von 1849 bis 1879 bestand in Stolberg die Gerichtskommission Stolberg des Kreisgerichtes Sangerhausen. Im Rahmen der Reichsjustizgesetze wurden reichsweit einheitlich Oberlandes-, Land- und Amtsgerichte gebildet. Das königlich preußische Amtsgericht Stolberg (Harz) wurde mit Wirkung zum 1. Oktober 1879 als eines von 14 Amtsgerichten im Bezirk des Landgerichtes Nordhausen im Bezirk des Oberlandesgerichtes Naumburg gebildet. Der Sitz des Gerichtes war die Stadt Stolberg. Sein Gerichtsbezirk umfasste aus dem Landkreis Sangerhausen den Stadtbezirk Stolberg und die Amtsbezirke Breitenstein, Rottleberode, Schloss Stolberg, Alter Stolberg und Schwenda. Am Gericht bestand 1880 eine Richterstelle. Das Amtsgericht war damit ein kleines Amtsgericht im Landgerichtsbezirk.
Im Jahre 1943 wurde das Amtsgericht Stolberg (Harz) aufgehoben und sein Sprengel dem Amtsgericht Nordhausen zugeordnet.